# Cellino Attanasio

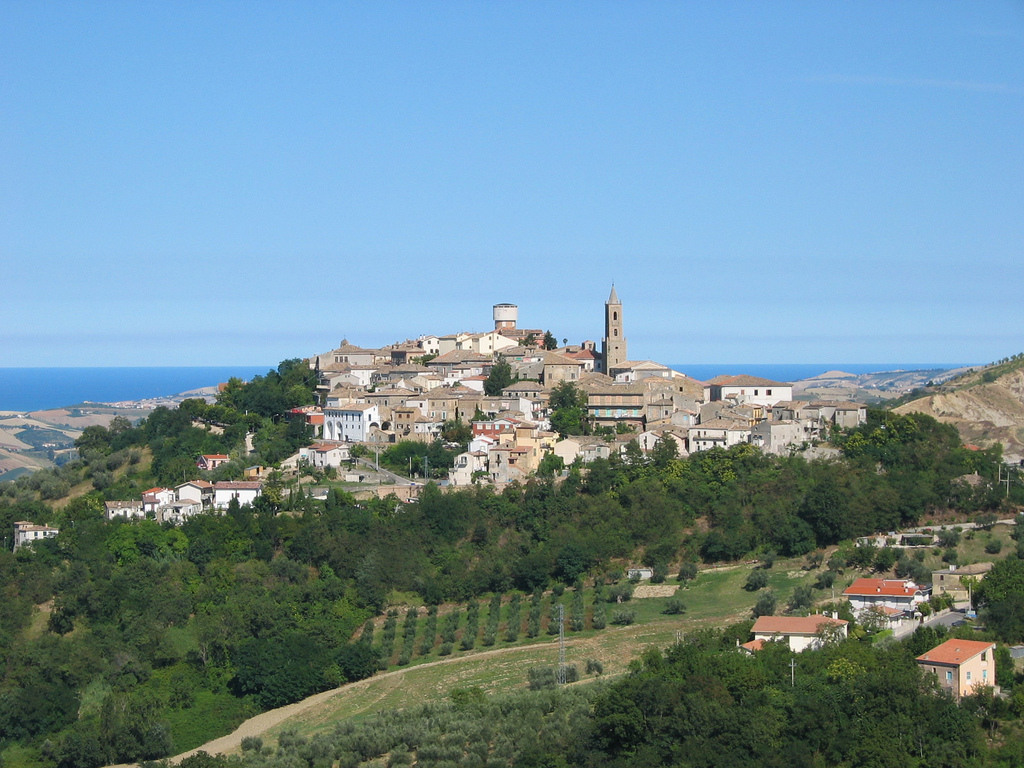
Panorama von Cellino Attanasio

Cellino Attanasio ist eine italienische Gemeinde (comune) mit 2208 Einwohnern (Stand 31. Dezember 2023) in der Provinz Teramo in den Abruzzen. Die Gemeinde liegt etwa 15 Kilometer südöstlich von Teramo und ist Teil der Comunità Montana del Vomano, Fino e Piomba. Die nördliche Gemeindegrenze bildet der Vomano.

## Verkehr
Durch die Gemeinde führt die Strada Statale 81 Piceno Aprutina von Ascoli Piceno nach Casoli.